# Pokémon Concierge
Pokémon Concierge (prt: Rececionista Pokémon; bra: A Concierge Pokémon) é uma série de televisão animada japonesa em stop motion, parte da franquia Pokémon da The Pokémon Company, que estreou na Netflix em 28 de dezembro de 2023. A série é dirigida por Iku Ogawa e roteirizada por Harumi Doki.

## Sinopse
Haru, uma nova concierge do Pokémon Resort, deseja proporcionar aos seus hóspedes Pokémon as férias mais divertidas e tranquilas que eles poderiam desejar. Antes que ela possa fazer isso, porém, ela mesma precisa aprender a relaxar.

## Elenco
| Personagem    | Japonês          | Inglês         | Português      |
| ------------- | ---------------- | -------------- | -------------- |
| Haru          | Rena Nōnen       | Karen Fukuhara | Thainá Lana    |
| Arisa         | Ai Fairouz       | Imani Hakim    | Thati Carvalho |
| Tyler         | Eita Okuno       | Josh Keaton    | Hector Gomes   |
| Sra. Watanabe | Yoshiko Takemura | Lori Alan      | Jackie Melo    |

## Produção

### Desenvolvimento
Em fevereiro de 2023, durante a apresentação do Pokémon Day (evento anual da Pokémon Company), foi anunciado que uma série de televisão animada em stop motion estava em desenvolvimento para a Netflix.A série foi desenvolvida em parceria entre a Pokémon Company e a Swarf Animation Studios.
Em julho de 2023, foi anunciado que Rena Nōnen daria voz à protagonista principal chamada Haru, que trabalha como concierge em um resort onde trabalha dando hospitalidade e atende às necessidades de Pokémon cansados e de seus treinadores.
Em novembro de 2023, o trailer foi revelado, trazendo o elenco de vozes em japonês e inglês, que inclui Ai Fairouz, Okuno Eita, Takemura Yoshiko, Imani Hakim, Josh Keaton e Lori Alan. 
Mariya Takeuchi cantou a música tema da série, "Have a Good Time Here".

## Lançamento
Pokémon Concierge estreou na Netflix em 28 de dezembro de 2023. Contando com uma temporada com quatro episódios, com duração de cerca de 15 a 20 minutos cada.

## Ligações Externas
- Pokémon Concierge. no IMDb.